# 춘천시의 향토문화유산
춘천시의 향토문화유산은 「문화재보호법」 및 「강원도 문화재 보호 조례」에 따라 문화재로 지정되지 아니한 것으로서 보존·보호·관리할 가치가 있는 유형·무형·기념물·민속자료 등의 문화유산을 말한다.

## 지정 목록

### 유형
| 번호     | 그림 | 명칭                 | 소재지                       | 소유자 (관리자)  | 지정·해제일자        | 비고 |
| -------- | ---- | -------------------- | ---------------------------- | ---------------- | -------------------- | ---- |
| 2017-1호 |      | 소양로 비석군        | 강원 춘천시 소양로1가 3-3    | 국유             | 2017년 9월 1일 지정  |      |
| 2017-2호 |      | 소양로 마애비군      | 강원도 춘천시 소양로1가 1-32 | 국유             | 2017년 9월 1일 지정  |      |
| 2019-1호 |      | 춘천 발산리 고인돌군 | 춘천시 신북읍 발산리 253번지 | 박□식 (춘천시장) | 2019년 9월 10일 지정 |      |

## 참고 문헌
- 춘천시 홈페이지 - 고시/공고